# 東甌
東甌（とうおう、拼音: Dōng'ōu、前472年 - 前138年）とは、越王勾践の後裔東甌王が封じられた国であり、現在の浙江省温州市付近に存在した。

## 歴史
前472年、越王勾践が呉を滅ぼした後にその子弟を分封し、東甌公が東甌の地に封じられたのが初見である。
前333年、勾践の7世の孫無彊が楚により殺害され、越は瓦解した。そして江南沿岸地域の温州一帯に逃れた越国王族と現地の甌人（百越諸部族の支族）が次第に融合し、甌越族が形成され、その首領に東甌王が当たった。このほか越王族の一部は現在の福建省へと逃れ、現地の閩人（百越諸部族の支族）が融合し閩越族を形成している。閩越王と東甌王は共に勾践の後裔であるが、族長と正統の地位を巡りしばしば衝突していた。
前221年、始皇帝が中国を統一すると、東甌王騶揺および閩越王騶無諸の王号を除いて君長と改め、その地域には閩中郡を設置した。東甌は名目上滅亡するが、その実態は郡を設置したものの、統治方法は従前のままであったと史書は伝えている。

## 復興
前209年、陳勝・呉広の乱が発生すると、それまで秦の影響下に置かれていた諸部族も活動を開始する。東甌王の騶揺と閩越王騶無諸は越人を率いて鄱陽令呉芮を支援して反秦活動を行う。
秦滅亡後は項羽により呉芮は衡山王に封じられる。しかし越人に対してはその勢力が強大になることを防止するため王に封じることはなく、騶揺は都尉に封じられたのみであった。この項羽の政策に不満を持った騶揺は、楚漢戦争で劉邦を支援し、漢朝創設に大きな貢献をしている。
前202年、劉邦は騶無諸を閩越王に封じ、前200年には騶揺を海陽斉信侯に封じ、「閩君」または「閩越君」の称号を与えている。恵帝3年（前191年）、漢は建国の際の恩賞として騶揺に東甌王の称号を与え、騶揺は東甌（現在の浙江省温州市）を都と定め東甌国を建国、甌越中興の祖となった。
景帝3年（前154年）2月、呉王劉濞が叛乱を起こすと、東甌王はこれに呼応して挙兵し、呉楚七国の乱が発生する。

## 滅亡
前154年、呉楚七国の乱が平定されると、呉国の太子劉駒 は閩越に逃れその保護を得る。そして劉駒の挑発により、建元3年（前138年）に閩越、東甌で内訌が派生し閩越王騶郢（騶無諸の子）は東甌を攻撃、東甌王騶貞復（騶揺の次王）はこの混乱の中に死亡した。武帝は中大夫厳助を会稽より派兵し東甌国を支援、閩越軍はこの知らせを受け撤退する。新たに東甌王となった騶望（騶貞復の次王）は閩越の圧力に抗しきれず、族人を上げて廬江郡龍舒県（現在の安徽省六安市舒城県）に北上して遷り、前漢朝より広武侯に封じられた。これにより東甌国の名称は前漢朝の行政上から姿を消す。しかし甌越人は故地に留まり、また多くの国人は戦乱を避け周辺の東海各島へと散らばっていった。